# Bryan Ruiz
Bryan Jafet Ruiz González (n. 18 august 1985, San José, Costa Rica) este un fotbalist costarican care evoluează la clubul portughez Sporting și la echipa națională de fotbal a Costa Ricăi pe postul de atacant.

## Goluri internaționale
| #   | Data               | Stadion                                                   | Oponent                    | Scor | Rezultat | Competiția                                             |
| --- | ------------------ | --------------------------------------------------------- | -------------------------- | ---- | -------- | ------------------------------------------------------ |
| 1.  | 6 iulie 2005       | Gillette Stadium, Foxboro                                 | Honduras                   | 2–3  | 2–3      | CONCACAF Gold Cup 2005                                 |
| 2.  | 24 martie 2007     | Estadio Ricardo Saprissa, San José                        | Noua Zeelandă              | 4–0  | 4–0      | Meci amical                                            |
| 3.  | 2 iunie 2007       | Estadio Ricardo Saprissa, San José                        | Chile                      | 2–0  | 2–0      | Meci amical                                            |
| 4.  | 21 iunie 2008      | Estadio Ricardo Saprissa, San José                        | Grenada                    | 2–0  | 3–0      | Calificările pentru Campionatul Mondial de Fotbal 2010 |
| 5.  | 6 septembrie 2008  | Estadio Ricardo Saprissa, San José                        | Surinam                    | 7–0  | 7–0      | Calificările pentru Campionatul Mondial de Fotbal 2010 |
| 6.  | 10 septembrie 2008 | Stade Sylvio Cator, Port-au-Prince                        | Haiti                      | 0–1  | 1–3      | Calificările pentru Campionatul Mondial de Fotbal 2010 |
| 7.  | 10 septembrie 2008 | Stade Sylvio Cator, Port-au-Prince                        | Haiti                      | 0–2  | 1–3      | Calificările pentru Campionatul Mondial de Fotbal 2010 |
| 8.  | 14 octombrie 2009  | Robert F. Kennedy Memorial Stadium, Washington, D.C.      | Statele Unite ale Americii | 0–1  | 2–2      | Calificările pentru Campionatul Mondial de Fotbal 2010 |
| 9.  | 14 octombrie 2009  | Robert F. Kennedy Memorial Stadium, Washington, D.C.      | Statele Unite ale Americii | 0–2  | 2–2      | Calificările pentru Campionatul Mondial de Fotbal 2010 |
| 10. | 6 februarie 2013   | Estadio Rommel Fernandez                                  | Panama                     | 2–2  | 2–2      | Calificările pentru Campionatul Mondial de Fotbal 2014 |
| 11. | 18 iunie 2013      | Estadio Nacional                                          | Panama                     | 1–0  | 2–0      | Calificările pentru Campionatul Mondial de Fotbal 2014 |
| 12. | 15 octombrie 2013  | Estadio Nacional                                          | Mexic                      | 1–0  | 2–1      | Calificările pentru Campionatul Mondial de Fotbal 2014 |
| 13. | 2 iunie 2014       | Raymond James Stadium, Tampa                              | Japan                      | 1–0  | 1–3      | Meci amical                                            |
| 14. | 20 iunie 2014      | Itaipava Arena Pernambuco, São Lourenço da Mata, Brazilia | Italy                      | 1–0  | 1–0      | Campionatul Mondial de Fotbal 2014                     |
| 15. | 29 iunie 2014      | Itaipava Arena Pernambuco, São Lourenço da Mata, Brazilia | Greece                     | 1–0  | 1–1      | Campionatul Mondial de Fotbal 2014                     |
| 16. | 13 septembrie 2014 | Los Angeles Memorial Coliseum, Los Angeles, Statele Unite | Guatemala                  | 1–1  | 2–1      | 2014 Copa Centroamericana                              |
| 17. | 13 noiembrie 2014  | Estadio Centenario, Montevideo, Uruguay                   | Uruguay                    | 2–1  | 3–3      | Meci amical                                            |
| 18. | 11 iulie 2015      | BBVA Compass Stadium, Houston, Statele Unite              | El Salvador                | 1–0  | 1–1      | 2015 CONCACAF Gold Cup                                 |
| 19. | 8 septembrie 2015  | Estadio Nacional de Costa Rica, San José, Costa Rica      | Uruguay                    | 1–0  | 1–0      | Meci amical                                            |
| 20. | 17 noiembrie 2015  | Estadio Rommel Fernández, Panama City, Panama             | Panama                     | 1–0  | 2–1      | 2018 FIFA World Cup qualification                      |
| 21. | 29 martie 2016     | Estadio Nacional de Costa Rica, San José, Costa Rica      | Jamaica                    | 2–0  | 3–0      | 2018 FIFA World Cup qualification                      |
| 22. | 9 octombrie 2016   | Krasnodar Stadium, Krasnodar, Rusia                       | Rusia                      | 2–0  | 4–3      | Meci amical                                            |
| 23. | 13 iunie 2017      | Estadio Nacional de Costa Rica, San José, Costa Rica      | Trinidad și Tobago         | 2–1  | 2–1      | 2018 FIFA World Cup qualification                      |

## Palmares
L.D. Alajuelense
- Liga Campionilor CONCACAF (1): 2004
- Copa Interclubes UNCAF (1): 2005
- Primera División de Costa Rica (1): 2004–05

AA Gent
- Cupa Belgiei

Finalist: 2007–08
FC Twente
- Eredivisie (1): 2009–10

Vice-campion (1): 2010–11
- KNVB Cup (1): 2010–11
- Johan Cruijff Schaal (2): 2010, 2011

Individual
- Jucătorul sezonului la Gent: 2009
- Jucătorul sezonului la FC Twente: 2010
- Golul lunii în Anglia: octombrie 2011